# Esomus manipurensis
Esomus manipurensis — вид коропоподібних риб родини Данієві (Danionidae).

## Поширення
Вид поширений у невеликому індійському штаті Маніпур. Зустрічається у невеличких струмках на рівнині.

## Опис
Риба завдовжки до 5,8 см.